# Laguna Poza del Salto
Laguna Poza del Salto är en sjö i Guatemala.   Den ligger i departementet Departamento de Retalhuleu, i den sydvästra delen av landet, 140 km väster om huvudstaden Guatemala City. Laguna Poza del Salto ligger 14 meter över havet.